# Clean Your Clock
Clean Your Clock ist das letzte Livealbum der britischen Hardrock- und Heavy-Metal-Band Motörhead. Es erschien am 10. Juni 2016 und wurde am 20. und 21. November 2015 im Zenith in München aufgenommen. Daher trägt die Veröffentlichung den Beinamen Live in Munich. Es war das letzte Album, das zu Lebzeiten von Lemmy Kilmister aufgenommen wurde und quasi als sein Vermächtnis zu sehen ist.

## Titelgebung
Die Formulierung Clean Your Clock entstammt dem Slang und bedeutet so viel wie Ich haue Dir eins in die Fresse oder auch Ich polier Dir die Fresse – wobei das englische Wort „clock“ für Uhr hier die Bedeutung von „Fresse/Gesicht“ hat. Wörtlich übersetzt heißt der Titel Ich putze/säubere deine Uhr.

## Rezeption
Die Kritiken für das letzte Livealbum von Kilmister waren eher verhalten. Unisono wurde bescheinigt, dass ihm seine Erkrankung deutlich bei den Konzerten anzumerken war und er musikalisch nicht an frühere Alben anknüpfen konnte. Selbst der Deutschlandfunk titelte „Ein Trauerspiel“ und warf die Frage auf, ob diese Aufnahme hinsichtlich des Gesundheitszustandes des Frontmanns wirklich notwendig gewesen wäre. Der Autor kommt zu dem Schluss, dass wohl eher finanzielle Interessen im Vordergrund bei der Produktion des Albums standen.

## Titelliste
| Nr. | Titel                              | Länge |
| --- | ---------------------------------- | ----- |
| 1   | Bomber                             | 3:35  |
| 2   | Stay Clean                         | 3:20  |
| 3   | Metropolis                         | 4:10  |
| 4   | When the Sky Comes Looking for You | 3:46  |
| 5   | Over The Top                       | 2:35  |
| 6   | Guitar Solo                        | 1:59  |
| 7   | The Chase Is Better Than the Catch | 5:09  |
| 8   | Lost Woman Blues                   | 3:34  |
| 9   | Rock It                            | 3:09  |
| 10  | Orgasmatron                        | 5:39  |
| 11  | Doctor Rock                        | 8:57  |
| 12  | Just ’Cos You Got the Power        | 5:57  |
| 13  | No Class                           | 3:13  |
| 14  | Ace of Spades                      | 3:50  |
| 15  | Whorehouse Blues                   | 4:36  |
| 16  | Overkill                           | 8:59  |